# Hyungwon
Chae Hyung-Won (hangul: 채형원; Gwangju, 15 de enero de 1994), más conocido como Hyungwon, es un cantante, bailarín, actor, modelo, compositor,  letrista y DJ surcoreano. En 2015,  debutó en el grupo surcoreano Monsta X a través de Mnet en el programa de supervivencia NO.MERCY. En 2017 empezó a actuar como DJ, bajo el nombre de DJ H.ONE.

## Carrera

### Debut y primeros años
Hyungwon Nació en Gwangju, Corea del Sur el 15 de enero de 1994. Antes de su debut en Monsta X, y mientras todavía era un trainee en Starship Entertainment, Hyungwon trabajó como modelo, incluyendo el  W Hotel y Ceci Fashion Show en 2014.
A principios de diciembre de 2014,  compitió en el programa de supervivencia de Mnet, NO MERCY a través del cual debutó como miembro de Monsta X.

### 2015–2019: Monsta X, DJ trabajo, y otras actividades de solo
Hyungwon Debutó con Monsta X en 2015 con la liberación de su primer EP Trespass.
En 2016, Hyungwon apareció en el video de K.Wiil "You Call It Romance", donde su desempeño fue elogiado por darle al video una atmósfera dramática.
El año siguiente, en 2017, Hyungwon hizo su debut oficial como actor en Please Find Her, transmitido en KBS2. Hyungwon interpretó a Jeon Ik-Soo.
También en 2017, Hyungwon empezó actividades como DJ, utilizando el nombre DJ H.ONE. Su primer sencillo fue en colaboración con DJ Justin Oh, titulado "BAM!BAM!BAM!", El cual contó con la colaboración de  su amigo y compañero de grupo Joohoney. Aquel año, él y Justin Oh se presentaron en el "Ultra Music Festival Korea" (UMF) y en KCON Japón 2017. Libero un sencillo como parte de su trabajo en el show Mix and the City, con Justin Oh como productor, titulado "1(One)".
En 2018, se presentó una vez más en UMF. En julio, liberó un single en colaboración con DJ Jimmy Clash titulado "My Name (feat. Talksick)".
Hyungwon colaboró con Hongbin de VIXX y el productor Dress para Pepsi en The Love of Summer: The Performance liberando la canción "Cool Love" el 10 de julio del 2019.

### 2020–presente: Expandiéndose como escritor y actor
En 2020, Hyungwon participó en la escritura, composición y arreglo para la canción "Nobody Else" para el álbum FATAL LOVE de Monsta X. Colaboró nuevamente con Justin Oh para la pista, y  es la primera canción en qué está implicado en cada aspecto de la producción de la misma. La canción fue notoria para mostrar el rango musical de Hyungwon, siendo tan distinto del estilo EDM de sus pistas como DJ. En enero de 2021, la canción se posicionó en décimo lugar en Billboard World Digital Song Sales.
En junio de 2021, Hyungwon aparecerá en el próximo web drama Fly Again como Han Yo-han, siendo su primer papel como protagonista.El drama gira en torno a cómo cambia su sueño de ser un bailarín genio a convertirse en un ídolo al conocer al club de baile de la escuela "Villains". Hyungwon y Minhyuk fueron también seleccionados como los nuevos modelos para el canal de Youtube INSSAOPPA G [인싸오빠]. Los dos se transformarán en diferentes "sub-personajes" en cada episodio para presentar las últimas tendencias y los productos de la tienda global de Gmarket en formato de entretenimiento..
En julio, Hyungwon junto con otros miembros de Monsta X Shownu e I.M se unieron a la campaña de Pepsi Taste of Korea" lanzando el single "Summer taste" Junto a Rain, las miembros de Brave Girls' Yujeong y Yuna, y los miembros de Ateez, Hongjoong y Yunho. Hyungwon También ha sido seleccionado como modelo nuevo para WELLAGE.
En agosto, Idol Radio de MBC anunció que su segunda temporada comenzaría a transmitirse el 9 de agosto, con Hyungwon como DJ junto con el miembro del grupo Joohoney. El programa se transmite en vivo a través de Universe y se transmite a través de MBC Radio.